# 埃爾布隆格縣

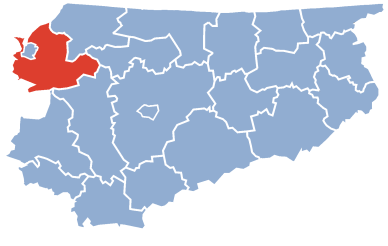

54°5′40″N 19°24′15″E / 54.09444°N 19.40417°E
埃爾布隆格縣（波蘭語：Powiat elbląski），是波蘭的縣份，位於該國東北部，由瓦爾米亞-馬祖里省負責管轄，首府設於埃爾布隆格，面積1,431平方公里，2006年人口56,412，人口密度每平方公里39人。